# Allophyes powelli
Allophyes powelli là một loài bướm đêm trong họ Noctuidae.